# Миньшон (Нгоклак)
Миньшон (вьет. Minh Sơn) — община в уезде Нгоклак, провинция Тханьхоа, Вьетнам.
Община имеет площадь 31.01 км², население в 1999 году составляло 8886 человек, плотность населения составляла 287 человек/км².
Миньшон граничит: на севере с городом Нгоклак и общинами Каонгок и Нгокшон; на востоке с общинами Нгокчунг и Ламшон; на юге с общинами Миньтьен и Нгуетан; на западе с общинами Фунгзяо и Ванам.

## Экономика
Община имеет благоприятные для сельского хозяйства условия. Акцент сделан на выращивание высокотехнологичных культур, включая импортные сорта дыни и авокадо, вьетнамский женьшень, личи. Развито птицеводство.